# Menophra olginaria
Menophra olginaria là một loài bướm đêm trong họ Geometridae.